# Francesco Bellotti
Francesco Bellotti (Bussolengo, 6 agosto 1979) è un ex ciclista su strada italiano, professionista dal 2003 al 2011.

## Carriera
Passato professionista nel 2003 con la Mercatone Uno-Scanavino, squadra in cui correva per l'ultimo anno Marco Pantani, ha in seguito militato nella Barloworld e nella Crédit Agricole prima del trasferimento alla Liquigas di Roberto Amadio. Al termine del 2011 ha concluso l'attività professionistica.
Nelle nove stagioni da pro non è riuscito a cogliere alcuna vittoria nonostante i numerosi piazzamenti: tra essi il secondo posto al Gran Premio Industria e Commercio di Prato 2004, il quinto al Giro del Trentino 2008 e il secondo alla Coppa Papà Carlo 2010. Ha inoltre partecipato a cinque edizioni del Giro d'Italia e a una del Tour de France.

## Palmarès
- 2002 (V.C. Mantovani)

Giro Ciclistico del Cigno
Gara Milionaria di Montappone

## Piazzamenti

### Grandi Giri
- Giro d'Italia

2005: 36º
2006: 41º
2007: ritirato (14ª tappa)
2008: ritirato (11ª tappa)
2009: 58º
- Tour de France

2010: 122º
- Vuelta a España

2005: ritirato (13ª tappa)
2011: 109º